# أنوبنزم (إيميضير)
أنوبنزم هو دُوَّار يقع بجماعة اميضر، إقليم تنغير، جهة درعة تافيلالت في المملكة المغربية. ينتمي الدوّار لمشيخة إيميضير التي تضم 8 دواوير. يقدر عدد سكانه بـ 818 نسمة حسب الإحصاء الرسمي للسكان والسكنى لسنة 2004.

## روابط خارجية
- البوابة الوطنية للجماعات الترابية
- المندوبية السامية للتخطيط